# Nokia 5310
Il Nokia 5310 XpressMusic è un telefono cellulare prodotto dall'azienda finlandese Nokia e messo in commercio nel 2007.

## Caratteristiche
- Dimensioni: 103,8 x 44,7 x 9,9 mm
- Massa: 70,2 g
- Risoluzione display: 240 x 320 pixel a 16.7 milioni di colori
- Durata batteria in conversazione: 5 ore
- Durata batteria in standby: 300 ore (15 giorni)
- Fotocamera: 2.0 megapixel
- Memoria: 30 MB espandibile con MicroSD
- Bluetooth e USB